# Estación de Toriimoto
La Estación de Toriimoto (鳥居本駅 Toriimoto-eki?) es una estación de tren localizada en Hikone, Shiga, Japón.

## Líneas
- Ohmi Railway
  - Línea Principal

## Historia
- 3 de marzo de 1931 - Apertura

## Estaciones adyacentes
| «                            | «                            | Servicio                     | »                            | »                            |
| Línea Principal Ohmi Railway | Línea Principal Ohmi Railway | Línea Principal Ohmi Railway | Línea Principal Ohmi Railway | Línea Principal Ohmi Railway |
| ---------------------------- | ---------------------------- | ---------------------------- | ---------------------------- | ---------------------------- |
| Fujitec-mae                  |                              | Rápido                       |                              | Hikone                       |
| Fujitec-mae                  |                              | Local                        |                              | Hikone                       |